# Muștar alb
Muștarul alb (Sinapis alba) este o plantă anuală din familia Brassicaceae. Mai este numită și Brassica alba sau B hirta sau muștar galben. Este cultivată pentru semințele sale, muștar, fie ca hrană pentru animale sau pentru rotația culturilor. Acum este cunoscută în toată lumea, deși este originară din regiunea mediteraneeană.

## Descriere
Muștarul alb este o plantă anuală, care crește până la 70 centimetri înălțime, cu frunze pinate alternative fără tulpină, asemănătoare cu Sinapis arvensis.

## Distribuție
Poate fi găsit în întreaga lume, dar cel mai frecvent în Europa, Africa de Nord, Orientul Mijlociu și Asia Centrală. A fost găsit până la nord până în Groenlanda și naturalizat în toată Marea Britanie și Irlanda.

## Utilizări culinare
Florile galbene ale plantei produc păstăi glabre sau cu peri rari. Fiecare fruct (silicvă) conține aproximativ o jumătate de duzină de semințe. Plantele sunt recoltate pentru semințele lor chiar înainte ca păstăile de semințe să devină coapte și să se deschidă (dehiscență).

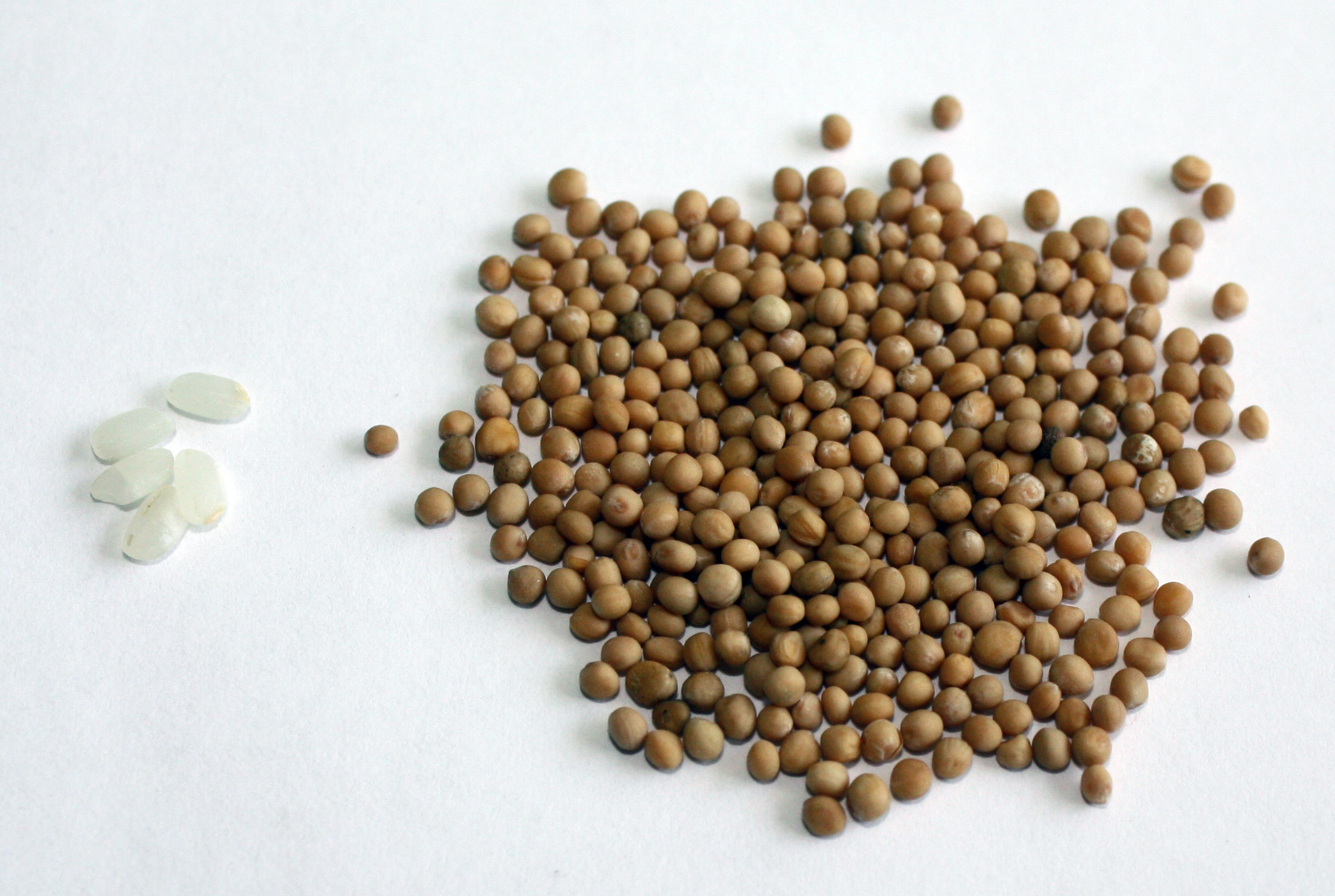
Semințe de muștar alb (dreapta) în comparație cu semințele de orez (stânga)

Semințele de muștar alb sunt semințe sferoide dure, de obicei în jur de 1 la 1.5 milimetri în diametru, cu o culoare variind de la bej sau galben până la maro deschis. Pot fi folosite întregi la murat sau prăjite pentru a fi folosite în preparate. Când se macină și se amestecă cu alte ingrediente, se poate produce o pastă sau un condiment standard. Sinapis alba este folosit pentru a face muștarul galben de masă obișnuit, cu o colorare galbenă suplimentară oferită de turmeric în unele formulări.
Semințele conțin sinalbin, care este un tioglicozid responsabil pentru gustul lor înțepător. Muștarul alb are mai puține uleiuri volatile decât semințele de muștar negru, iar aroma este considerată a fi mai slabă. 
În Grecia, frunzele plantei sunt consumate în timpul iernii, înainte de a înflori. Grecii o numesc vrouves (βρούβα) sau lapsana (λαψάνα). Sezonul de înflorire al acestei plante (februarie-martie) este sărbătorit cu Festivalul Muștarului, o serie de festivități în țara vinicolă din California (comitatele Napa și Sonoma). 

## Acțiune farmacologică
Se folosesc semințele (Semen Sinapis albae).

## Alte utilizări
Muștarul alb este folosit în mod obișnuit ca o cultură de protecție și îngrășământ verde în Europa (întinsă din Marea Britanie până în Ucraina). Există un număr mare de soiuri,  care diferă în principal prin înflorirea târzie și prin rezistența împotriva nematodului sfeclei de zahăr (Heterodera schachtii). Fermierii preferă, în general, soiurile cu înflorire târzie, care nu produc semințe ce se pot dezvolta în buruieni în asolamentul anului următor. Vigoarea timpurie este importantă pentru a acoperi rapid solul, pentru a suprima buruienile și a proteja solul împotriva eroziunii. În rotațiile cu sfeclă de zahăr, suprimarea nematodului sfeclei de zahăr este o trăsătură importantă. Soiurile rezistente de muștar alb reduc populațiile de nematozi cu 70-90%.